# Губа, Владимир Иванович
Влади́мир Ива́нович Губа́ (род. 17 октября 1951, Сарань, Карагандинская область) — советский и российский инженер, менеджер и автогонщик.

## Биография
Родился 17 октября 1951 года в городе Сарань Казахской ССР.
В Тольятти приехал из Узбекистана в 1968 году. Поступил в Тольяттинский политехнический институт, будучи студентом занимался картингом, становился призёром городских соревнований. Темой дипломного проекта стал автомобиль класса багги. Разработку багги Владимир Губа не оставил и после окончания института, по его документации было построено около 15 автомобилей трёх вариантов, на которых трижды выигрывался чемпионат СССР.
С 1973 года работал на АвтоВАЗе. Был инженером-конструктором, начальником конструкторского бюро, начальником конструкторско-экспериментального отдела спортивных и специальных автомобилей. Занимался разработкой спортивных и специальных модификаций автомобилей ВАЗ. В свободное время лично изготовил два спортивных автомобиля. На первом, оконченном в 1977 году выиграл чемпионат СССР по багги, на втором, появившемся в 1981 году, через несколько лет стал призёром Кубка Дружбы. В 1983 году Губа оказался первым баггистом из СССР стартовавшим на этапе Кубка Дружбы социалистических стран по автокроссу, проводившемся только во второй раз. Он принял участие в болгарском раунде турнира.
В качестве начальника конструкторского бюро перспективных моделей УГК ВАЗа создал группу по проектированию спортивных модификаций «ВАЗ-2108», которая разработала автомобили с центральным расположением двигателя и приводом на заднюю ось, принимавшие участие в соревнованиях, а также спортивные полноприводной вариант и вариант с двигателем с турбонаддувом.
С 2003 по 2006 год возглавлял вазовское управление главного конструктора. Затем перешёл на должность заместителя директора по техническому развитию, также курировал специальные конструкторские проекты.
С 1991 года по 2011 год был российским представителем в Международной автомобильной федерации, в рабочей группе омологации и техники. В 2011 году стал представителем от России в Комиссии внедорожных ралли Международной автомобильной федерации.
С апреля 2010 года технический директор НП «КАМАЗ-Автоспорт». В 2011 году в качестве инженера команды участвовал в ралли «Дакар», занимался сбором и регистрацией данных о режимах работы различных узлов и агрегатов, которые предназначались для дальнейшей разработки новых автомобилей и имитации реальных режимов работы на испытательных стендах
Отец двоих сыновей. Сын Антон до 2015 года был директором ЗАО «Супер Авто».

## Достижения
В 1980 году стал чемпионом СССР по багги, выполнил норматив мастера спорта. С 1983 по 1985 год входил в состав сборной СССР по автокроссу, принимал участие в ряде международных соревнований.

## Награды
- 1996 — медаль ордена «За заслуги перед Отечеством» 2-й степени[3],
- 2013 — медаль «За доблестный труд»[3],
- 2015 — звание «Заслуженный машиностроитель РТ»[3],
- 2015 — орден Дружбы — за заслуги в развитии физической культуры и спорта и многолетнюю добросовестную работу
- 2017 — медаль ордена «За заслуги перед Республикой Татарстан»[3].